# Andrei Bălan
Andrei Bălan (n. 16 septembrie 1853, Comuna Comloșu Mare, Timiș – d. 16 decembrie 1922, Comuna Comloșu Mare, Timiș) a fost un deputat în Marea Adunare Națională de la Alba Iulia, organismul legislativ reprezentativ al „tuturor românilor din Transilvania, Banat și Țara Ungurească”, cel care a adoptat hotărârea privind Unirea Transilvaniei cu România, la 1 decembrie 1918.

## Biografie
Andrei Bălan a fost agricultor și a organizat Consiliul Național Român și Garda Națională din Comloșu Mare.